# Teoria de gauge
En física teòrica, una teoria de gauge (també anomenada de contrast o de galga) és un tipus de teoria quàntica de camps que descriu eficaçment les forces i partícules elementals i les seves simetries. Una característica general de les teories de camp és que encara que els camps fonamentals no poden ser directament mesurats, algunes de les seves propietats associades, com càrregues, energies, i velocitats, sí que poden ser-ho. En les teories de camp, configuracions diferents dels camps poden resultar en quantitats observables idèntiques. Una transformació d'aquest tipus, d'una configuració de camp a una altra, és anomenada una transformació de gauge; la manca de canvi en les quantitats mesurables, malgrat la transformació feta al camp, és una propietat anomenada invariància de gauge. Donat que qualsevol invariància sota una transformació de camp és considerada una simetria, la invariància de gauge és anomenada sovint simetria de gauge. Generalment, qualsevol teoria que té la propietat d'invariància de gauge s'anomena una teoria de gauge.
Per exemple en el cas de l'electromagnetisme, els camps elèctrics i magnètics, E i B, són observables, mentre que els seus potencials associats V ("voltatge") i A (potencial vectorial) no ho són. Sota una transformació de gauge on una constant és afegida a V, cap canvi és observable en E o B.
Amb el desenvolupament de la mecànica quàntica els anys 1920 i amb els avenços successius en teoria quàntica de camps, la importància de les transformacions de gauge va créixer fortament. Les teories de gauge constrenyen les lleis de físiques, perquè qualsevol dels canvis induïts per una transformació de gauge han de cancel·lar-se uns amb els altres quan són descrits en termes de quantitats realment observables. En el transcurs del segle xx, els físics descobreixen gradualment que les forces (interaccions fonamentals) entre partícules apareixen naturalment a partir dels constrenyiments imposats per simetries locals de gauge a les teories respectives, on les transformacions aplicades varien de punt a punt en l'espaitemps. Teories de camps quàntics pertorbatius (normalment emprades en teories de dispersió) descriuen les forces en termes de partícules mitjanceres anomenades bosons de gauge. La natura d'aquestes partícules ve determinada per la natura de les transformacions de gauge. La culminació d'aquests desenvolupaments teòrics és el Model Estàndard, una teoria quàntica de camps que pronostica de forma exacta el comportament de totes les interaccions fonamentals (a excepció de la gravetat).

## Història
La primera teoria de camp amb simetria de gauge fou l'electrodinàmica clàssica de Maxwell, encara que la importància d'aquesta simetria va passar inadvertida a l'inici. De manera similar, Hilbert va derivar les equacions d'Einstein de relativitat general postulant una simetria sota qualsevol canvi de coordenades. Més tard Hermann Weyl, en un intent d'unificar electromagnetisme i relativitat general, va conjecturar (incorrectament) que la invariància sota canvi d'escala o de "gauge" (el primer a emprar aquest terme, inspirat en les diverses "galgues" o amples de via dels ferrocarrils) també podia ser una simetria local de la teoria. Amb el desenvolupament de la mecànica quàntica, Weyl, Vladímir Fok i Fritz London van reemplaçar el factor d'escala per un canvi de fase ondulatòria, aplicant-ho amb èxit a l'electrodinàmica quàntica el qual és una simetria de gauge de tipus U(1). Això va explicar l'efecte del camp electromagnètic sobre la funció d'ona d'una partícula quàntica carregada. Aquesta va ser la primera teoria gauge àmpliament reconeguda, popularitzada per Pauli el 1941.
La simetria de gauge va ser generalitzada matemàticament el 1954 per Chen Ning Yang i Robert Mills en un intent de descriure la força nuclear forta. Aquesta idea, batejada com a teoria de Yang-Mills, va trobar aplicació més tard també en la teoria quàntica de la força feble, i la seva unificació amb l'electromagnetisme en la teoria electro-feble.

### Electromagnetisme clàssic
Un camp elèctric estàtic pot ser descrit en termes d'un potencial elèctric (voltatge) definit a cada punt de l'espai, a partir d'un punt de referència convencionalment pres al nivell zero del potencial, o terra. Únicament les diferències de potencial són físicament mesurables, raó per la qual un voltímetre ha de tenir dues sondes, i només pot mesurar la diferència de voltatge entre elles. Hom podria escollir definir totes les diferències relatives de voltatge a partir d'un estàndard diferent de la terra, resultant en l'addició d'un "offset" constant. Si el potencial és una solució de les equacions de Maxwell aleshores, després d'aquesta transformació de gauge, el potencial nou és també una solució de les equacions de Maxwell i cap experiment pot distingir entre aquestes dues solucions. En altres paraules, les lleis de les físiques que governen electricitat i el magnetisme (descrits per les equacions de Maxwell) són invariants sota una transformació de gauge. És a dir, les equacions de Maxwell tenen una simetria de gauge.
La simetria de gauge està relacionada estretament amb la conservació de la càrrega. Suposem que existeix un procés que viola breument la conservació de càrrega tot creant un càrrega q a un cert punt de l'espai, 1, movent-la a un altre punt 2, i destruint-la. Podríem imaginar que aquest procés és compatible amb la conservació d'energia, postulant una llei que afirma que la creació de la càrrega va requerir una entrada d'energia E1=qV1 i la seva destrucció va alliberar E₂=qV₂. Fora de l'interval durant el qual la partícula carregada existeix, la conservació d'energia seria satisfeta, perquè l'energia neta alliberada en la creació i destrucció de la partícula, qV₂-qV1, seria igual al treball realitzat per moure la partícula d'1 a 2, qV₂-qV1. Tot i que aquest escenari salva la conservació d'energia, viola la simetria de gauge que requereix que les lleis de físiques han de ser invariants sota la transformació V→V+C, que implica que cap experiment hauria de ser capaç de mesurar el potencial absolut, sinó és en referència a algun estàndard extern tal com un terra elèctric. En efecte, la llei proposada E1=qV1 i E₂=qV₂ per a les energies de creació i destrucció permetria a un experimentador poder determinar el potencial absolut, senzillament comparant l'energia d'entrada requerida per crear la càrrega q a un punt particular de l'espai on el potencial és V i on és V+C respectivament. La conclusió és que si la simetria de gauge és vàlida, i l'energia és conservada, aleshores la càrrega ha de ser conservada.

### Electrodinàmica quàntica
En mecànica quàntica tota partícula, com un electró, és també descrita com una ona. En l'experiment de la doble escletxa l'electró té una probabilitat més alta de ser detectat a llocs on les parts de les ones passant a través de les dues escletxes són en fase l'una amb l'altra, resultant en interferència constructiva. La freqüència de l'ona de l'electró (f) està relacionada amb l'energia d'una partícula d'electró individual (E) via la relació mecànico-quàntica E = hf. En absència d'un camp elèctric, l'energia de l'electró és constant. Suposem ara que els electrons de l'experiment són subjectes a camps elèctrics o magnètics. Per exemple, si s'aplica un camp elèctric a un costat de l'eix però no a l'altre, els resultats de l'experiment serien afectats. La part de l'ona de l'electró que passa a través d'aquell costat oscil·la a un ritme diferent, car la seva energia ha augmentat d'−eV, on −e és la càrrega de l'electró i V el potencial elèctric. Les relacions de fase entre les dues parts de l'ona de l'electró han canviat i, per tant, també els llocs d'interferència constructiva i destructiva seran moguts cap a un costat o l'altre. És el potencial elèctric el que té un paper en aquesta situació, no el camp elèctric, i és una manifestació del fet que són els potencials i no els camps els que tenen una importància fonamental en mecànica quàntica.
Cal adonar-se que en aquests experiments, l'única quantitat que afecta el resultat és la diferència de fase entre les dues parts de l'ona de l'electró. Com a analogia útil, imaginem també que les dues parts de l'ona de l'electró són com a rellotges minúsculs, cadascú amb una sola agulla girant, mantenint la seva pròpia fase. Si ambdós rellotges són accelerats igualment, la relació de fase entre ells es manté inalterada, i els resultats dels experiments són idèntics. Podríem igualment canviar l'angle de l'agulla en cada rellotge per una quantitat variable θ, on θ podria dependre de la posició en l'espai i en el temps. Això no tindria cap efecte en el resultat de l'experiment, car l'observació final de la ubicació de l'electró té lloc a un punt donat de l'espai i del temps, de manera que el canvi de fase en els dos "rellotges" de l'electró serien iguals, i els dos efectes es cancel·larien. Això constitueix un altre exemple d'una transformació de gauge: és local, i no canvia els resultats dels experiments.
En terminologia matemàtica, les fases d'un electró formen un grup Abelià sota l'operació d'addició, anomenat el grup de rotacions o U(1). "Abelià" vol dir que l'addició commuta, de manera que θ + φ = φ + θ. El fet que sigui un grup significa que l'addició associa i té un element d'identitat (el "0") i que per a cada fase existeix un invers tal que la suma d'una fase i el seu invers és 0. Altres exemples de grups abelians són els enters sota addició, 0, i negació; i les fraccions no nul·les sota el producte, 1, i la recíproca. Com a manera de visualitzar en qué consisteix l'elecció d'un gauge, considereu si és possible afirmar si un cilindre ha estat torçat. Si el cilindre no té cap bony, marca, o rascada, no hi ha manera d'afirmar-ho. Podríem, tanmateix, dibuixar una corba arbitrària al llarg del cilindre, definida per alguna funció θ(x), on x mesura la distància respecte de l'eix del cilindre. Una vegada aquesta elecció arbitrària (l'elecció de gauge) ha estat feta, i si l'operació de torçament de cilindre no és invariant de gauge, esdevé possible de detectar si algú, més tard, l'ha torçat.